# بني سعيد (تعز)
بني سعيد هي إحدى قرى الجمهورية اليمنية. تتبع جغرافيا لمحافظة تعز وإداريًا لمديرية المواسط. يبلغ تعداد سكانها 1618 نسمة حسب الإحصاء الذي أجري عام 2004.